# فيكتور سميث
فيكتور سميث (بالإنجليزية: Victor Smith)‏ (1 يناير 1878 ساوثهامبتون المملكة المتحدة - 29 ديسمبر 1951) هو لاعب كرة قدم بريطاني سابق كان يلعب كمدافع.